# Marinho Peres
Marinho Peres (ur. 19 marca 1947 w Sorocaba, zm. 18 września 2023) – brazylijski piłkarz występujący na pozycji obrońcy, trener.

## Kariera zawodnicza
- 1965–1967: São Bento
- 1967–1971: Associação Portuguesa de Desportos
- 1972–1974: Santos FC
- 1974–1975: FC Barcelona
- 1976–1977: SC Internacional
- 1977–1979: SE Palmeiras Sau Paulo
- 1980: Galícia Esporte Clube
- 1980 – 1982: America FC

W reprezentacji Brazylii debiutował 26 kwietnia 1972 r. w meczu z Paragwajem. Grał w niej do 6 lipca 1974 (mecz z Polską). Wystąpił na MŚ 1974, gdzie zagrał we wszystkich 7 meczach.

## Kariera trenerska
- 1981 – 1982: América
- 1986 – 1987: Vitória SC
- 1987 – 1988: CF Os Belenenses
- 1988: Santos FC
- 1988 – 1989: CF Os Belenenses
- 1990 – 1992: Sporting CP
- 1992 – 1993: Vitória SC
- 1995 – 1996: União São João
- 1996 – 1997: Botafogo
- 1997 – 1998: CS Marítimo
- 2000 – 2003: CF Os Belenenses
- 2003: EC Juventude
- 2006: Paysandu SC

## Sukcesy
- Jako piłkarz: 4. miejsce na MŚ 1974
Wygranie Campeonato Paulista w 1973
Mistrzostwo Campeonato Brasileiro Série A w 1976
Zwycięstwo w Campeonato Gaúcho w 1976
- Jako trener: Puchar Portugalii w 1989
Taça Guanabara w 1997